# Parris Glendening
Parris Nelson Glendening (Bronx, 11 giugno 1942) è un politico statunitense, Governatore del Maryland dal 18 gennaio 1995 al 15 gennaio 2003 ed ex-presidente della Contea di Prince George's.

## Biografia
Nato e cresciuto in una famiglia cattolica, Glendening trascorse la maggior parte della sua infanzia a Bronx, ma più tardi si trasferì nella Florida.
Cresciuto in povertà, ottenne una borsa di studio al Broward College. Grazie ad altri aiuti finanziari, Glendening ha studiato presso l'Università statale della Florida dove ha conseguito la laurea (1964), un master (1965) e un dottorato di ricerca (1967). Dopo essersi laureato ha insegnato per 27 anni scienze politiche all'University of Maryland, College Park. Nel 1977 ha scritto insieme a Mavis Mann Reeves il libro Pragmatic Federalism: An Intergovernmental View of American Government.
Il 25 gennaio del 2002, Glendening ha divorziato dalla moglie Frances Hughes e ha sposato in terze nozze Jennifer Crawford. Crawford aveva 35 anni, molto più giovane dell'allora cinquantanovenne Glendening. Jennifer ha dato alla luce una bambina, Gabrielle, nell'agosto 18 del 2002 che segna la prima volta dal 1879 che un governatore del Maryland ha avuto un bambino nato durante il suo mandato.
Glendening aveva un fratello, Bruce, che morì di AIDS nel 1992.

## Carriera politica
La carriera di Glendening nel servizio pubblico è iniziata nel 1973 come consigliere comunale a Washington, sobborgo di Hyattsville. È stato eletto al consiglio della Contea di Prince George's nel 1974 e due volte è stato eletto Presidente del Consiglio della Contea. Nel 1982 fu eletto esecutivo della Contea di Prince George's, ed è stato il primo dirigente di una contea nella storia del Maryland ad essere eletto per tre mandati (1982-1994). Sotto la guida di Glendening, la Contea di Prince George's è stata nominata "All America County" dalla National Civic League, e "Most Valuable County Official" nella nazione dal City and State Magazine.
Glendening è stato eletto al suo primo mandato come governatore del Maryland battendo Ellen Sauerbrey di 5.993 voti. Nel 1998, il Governatore Glendening è stato rieletto per un secondo mandato sconfiggendo Sauerbrey (55% al 44%).
Uscito di ufficio il 15 gennaio 2003 con bassi indici di gradimento, l'ex-governatore del Maryland ha rotto il suo silenzio dopo 3 anni, quando nel 2006 ha appoggiato Kweisi Mfume durante le elezioni.